# Atlantis Interactive Entertainment
Atlantis Interactive Entertainment (A.I.E.) était un studio indépendant français de création de jeux vidéo. Fondé fin 2003 par Éric Safar et François Brun, et basé à Paris, il regroupait l'équipe native des développeurs du défunt studio Cryo Interactive. Le nom du studio fait référence à Atlantis, l'une des plus célèbres franchises de jeux développée par Cryo (Atlantis : Secrets d'un monde oublié, Atlantis II, Atlantis III : Le nouveau monde). 

## Histoire
Le studio ne développe plus de jeu après The Secrets of Atlantis : L'Héritage sacré en 2007 et est fermé en mai 2007.
La société a été radiée du registre du commerce le 18 mai 2007.

## Réalisations
- Atlantis Evolution (2004)
- The Secrets of Atlantis : L'Héritage sacré (2007)